# 尾崎紀世彦
尾崎 紀世彦（おざき きよひこ、1943年〈昭和18年〉1月1日 - 2012年〈平成24年〉5月30日）は、日本のポップス歌手。東京都渋谷区生まれ、神奈川県茅ヶ崎市出身。1960年にハワイアンバンド「ヒロ・ハワイアンズ」結成、1965年にカントリーバンド「ジミー時田とマウンテンプレイボーイズ」加入。1967年からコーラス・グループ「ザ・ワンダース」を経て、1970年にソロ歌手としてデビュー。愛称は「キーヨ」。ダイナミックな歌唱力と、立派なもみあげや髭がトレードマーク。身長173cm（1972年3月）。

## 来歴・人物

### 生い立ち
バレエダンサーの両親のもと、現在の東京都渋谷区に男3人兄弟の次男として生まれ、小学校入学時より神奈川県茅ヶ崎市で育つ。父、繁（芸名：藤田繁）と兄の彰彦（芸名：藤田彰彦）はクラシック・バレエのダンサー・演出家、母：礼子は日劇ダンシングチームの一期生。父方の祖父はイギリス人のHenry Buckingham Lucas、本人は日英クォーターである。
幼少の頃から米軍向けラジオFENでジャズやカントリー等に親しんでいた。茅ヶ崎市立第一中学校卒業後、YMCA国際ホテル学校へ進学する。趣味は小学生で始めたサーフィン、乗馬、祭りの神輿担ぎ、ハーレーの収集とツーリング、縦目メルセデス（オールドベンツ）でドライブ、ヨット、沖縄でスクーバ、射撃、銀細工、シルバーアクセサリーの収集、料理。

### バンド時代

#### ヒロ・ハワイアンズ 1960年 - 1964年
13歳の時に父にウクレレを買って貰い、中学の同級生6人でハワイアンバンドを結成する。教則本が先生だった。箱根ホテル小涌園のバンド募集のオーディションに合格し、17歳でセミプロデビューする。ここで司会を担当したのは当時大学生だった露木茂（のちにフジテレビ アナウンサー）。1964年には念願の日劇出演を果たすが、目標達成とメンバーの学業と家業の忙しさから解散に至る。

#### ジミー時田とマウンテンプレイボーイズ 1965年 - 1966年
契約した芸能プロダクション東京ハワイアンズがジミー時田と同じ所属先という縁で、セカンドボーカルとギターで参加する。
アルバム『尾崎紀世彦/カントリー&ウェスタンを歌う』では、演奏を「ジミー時田とマウンテンプレイボーイズ」に在籍した石田新太郎とシティライツが担当した。ジミー時田は、1967年から音楽活動の場をアメリカに移している。

#### ザ・ワンダース 1967年 - 1969年
1967年1月、グループ・サウンズでも活躍したコーラス・グループザ・ワンダースを結成する。初期メンバーは、栗敏夫と朝紘一、尾崎の3人。TBSやNHKのポップス番組に出演し、洋楽カヴァー、テレビ主題歌などをリリースする。
「ジ・エコーズ」名義で『ウルトラセブン』の主題歌・挿入歌も担当。主題歌冒頭で連呼される、3番目の「セブ〜ン♪」が尾崎の声である。シングル「また逢う日まで」レコーディングの際には、既に解散していた元メンバーが再結集しバックコーラスを務めた。

### ソロ活動
日音の村上司プロデューサー（後の日音・社長、会長）の熱心な働き掛けがあり、1970年8月に「別れの夜明け」で日本ビクター音楽レコード事業部（現：ビクターエンタテインメント）の社内レーベルのフィリップス・レコード（後の日本フォノグラム→ポリグラム→ユニバーサル ミュージック）よりソロデビュー。デビューにあたって、「ザ・ワンダース」のリーダー小栗俊雄が歌手を引退、日音に所属し尾崎のディレクターとなった。ダイナミックな歌唱は業界内で話題となるが、同年9月、タクシー乗車中に六重衝突という交通事故に巻き込まれ、4ヶ月に及ぶ入院生活でレコードの宣伝活動ができず売れなかった。
1971年、「また逢う日まで」「さよならをもう一度」「雪が降る」「愛する人はひとり」が次々とヒット、出身地・茅ヶ崎ではワンマン・ショー、大阪にて初のソロ・コンサートを開催する。2枚目のシングル「また逢う日まで」が売り上げ100万枚を突破、第13回日本レコード大賞大賞と第2回日本歌謡大賞大賞をダブル受賞する。日本レコード大賞を受賞した際に両手でVサインを、さらにトロフィーを持ち上げて笑顔でVサインをしたパフォーマンスは、今もテレビで流れる名シーンである。
同年、『第22回NHK紅白歌合戦』に白組トップバッターとして初出場する。翌1972年、「ふたりは若かった」「こころの炎燃やしただけで」「あなたに賭ける」とヒットを重ね、「ゴッドファーザー〜愛のテーマ」 (日本語詞) で、紅白歌合戦に連続出場。1990年にも『第41回NHK紅白歌合戦』に出場している。
1979年、「My Better Life」をリリース。歌謡番組を始めとして『ミュージックフェア』『サウンド・イン"S"』などのポップス番組に出演する。その後も、『青春のポップス』『ときめき夢サウンド』『魅惑のスタンダードポップス』ほか多くの番組で、レパートリーである数々の映画音楽、ジャズを披露。
1987年には「サマー・ラブ」がスマッシュヒットする。1994年より、音楽バラエティ番組である『THE夜もヒッパレ』にも出演。1995年、ソロデビュー25周年の記念コンサートを開催する。
同年に放送されたアニメ『空想科学世界ガリバーボーイ』では、主題歌「燃えろ!ガリバーボーイ」を熱唱し、この番組で尾崎の歌声を知った若者も多い。
1990年代より旧知の演奏家たちと共にジャズ、ハワイアン、カントリーのライブ・コンサートを定期的に公演する。
2007年に行われた、テレビ番組以外でのオーケストラとのポップスコンサートも恒例となった。ソロツアーとして、2010年2月から「プレミアムコンサート」が開催された。
2011年4月、翌5月に公演予定のコンサートを「病気療養のため中止する」旨、主催者より発表される。翌年5月、度重なる取材・報道に対し「1年以上前から入院している」ことが、親族より明かされた。2012年5月30日、肝臓癌のため東京都内の病院で死去。69歳没。
9月2日、ホテルオークラ東京にて「尾崎紀世彦をしのぶ会」（発起人：今井直次・前田憲男・猪俣猛・筒美京平）が開催され、長年親交があったペギー葉山、大林宣彦、上條恒彦、尾藤イサオ、つのだ☆ひろ、錦野旦ら多くの音楽関係者・友人が出席して追悼した。ハワイ出身女性との最初の結婚では1男1女を、2度目の結婚では1女をもうけた。療養の際には、交流が続いていたハワイ在住家族の献身的な看病があったという。
2012年12月30日、日本作曲家協会より第54回日本レコード大賞特別功労賞が贈られた。
2013年10月1日、「大衆音楽の殿堂」顕彰者に入選、殿堂入りした。

#### エピソード
- 1972年3月27日から始まった第44回選抜高等学校野球大会の入場曲にも『また逢う日まで』が選ばれ、当日、観客席から入場行進を見ていた。
- 1974年から1980年代、ジミー時田が出演する六本木や新宿にあるカントリーのライブハウスに客として度々現れ、ジミーに「素敵なゲストが来ている。」とステージに促されてカントリーソングの他『また逢う日まで』を歌わされていた[34]。
- 茅ヶ崎市の生家隣が元TBS所属でフリーアナウンサーの鈴木治彦の邸である。小さい頃は庭伝いに垣根を潜り抜けて毎日のように遊びに行き、有名になってからも鈴木の姿を見つけるや「お兄さーん」と駆け寄っていた[35][36]。
- バイク好きでも知られ、16歳で2輪免許を取得。Z400LTD（カワサキ）、750カタナ（スズキ）、GSX-R750（スズキ）、ドゥカティ・パンタ、ハーレー、XLR-BAJA（ホンダ）などを愛車としていた。

## ディスコグラフィー

### シングル
| タイトル c/w                                              | 発売日     | 規格品番   | 作詞                                                   | 作曲                              | 編曲                    | 備考                       |
| --------------------------------------------------------- | ---------- | ---------- | ------------------------------------------------------ | --------------------------------- | ----------------------- | -------------------------- |
| 別れの夜明け c/w:おす犬                                   | 1970.8.25  | FS-1151    | 山上路夫                                               | 筒美京平                          | 筒美京平                |                            |
| また逢う日まで c/w:帰郷                                   | 1971.3.5   | FS-1183    | 阿久悠                                                 | 筒美京平                          | 筒美京平                | [ 注 5 ]                   |
| さよならをもう一度 c/w:夕やけの誓い                       | 1971.7.25  | FS-1203    | 阿久悠                                                 | 川口真                            | 川口真                  |                            |
| 雪が降る c/w:あなたのすべてを                             | 1971.10.25 | FX-1016    | S.Adamo/ 訳詞:安井かずみ c/w:佐々木勉                  | S.Adamo c/w:佐々木勉              | 利根常昭 c/w:葵まさひこ | [ 注 6 ]                   |
| 愛する人はひとり c/w:自由であれば                         | 1971.11.25 | FS-1225    | 阿久悠                                                 | 筒美京平                          | 筒美京平                |                            |
| ふたりは若かった c/w:君と生きる                           | 1972.3.25  | FS-1701    | 阿久悠 c/w:なかにし礼                                  | 筒美京平                          | 筒美京平                | [ 注 7 ]                   |
| LOVERS&FOOLS c/w:ON MY WAY TO TOMORROW                    | 1972.6.25  | FX-1701    | Norman Simon                                           | 筒美京平                          | 筒美京平                | [ 注 8 ]                   |
| こころの炎燃やしただけで c/w:ゴッドファーザー〜愛のテーマ | 1972.7.5   | FS-1711    | なぎはるお c/w:L.Kusik/ 訳詞:千家和也                  | 筒美京平 c/w:Nino Rota            | 筒美京平 c/w:前田憲男   | [ 注 10 ] [ 注 11 ]        |
| あなたに賭ける c/w:愛のみに生きて                         | 1972.10.25 | FS-1722    | 阿久悠                                                 | 筒美京平                          | 筒美京平                |                            |
| しのび逢い c/w:いとしの蒼いバラ                           | 1973.2.25  | FS-1738    | 阿久悠 c/w:岩谷時子                                    | 筒美京平                          | 筒美京平                |                            |
| かがやける愛の日に c/w:ララバイ                           | 1973.6.5   | FS-1753    | 阿久悠                                                 | 筒美京平                          | 葵まさひこ c/w:高田弘   | [ 注 12 ]                  |
| 最後のくちづけ c/w:男と女が別れる時                       | 1973.9.5   | FS-1770    | 安井かずみ                                             | 筒美京平                          | 筒美京平                |                            |
| 許しておくれ c/w:この道は遠けれど                         | 1974.3.25  | FS-1786    | なかにし礼                                             | 筒美京平                          | 筒美京平                |                            |
| 愛こそすべて c/w:見知らぬ国へ                             | 1974.11.25 | FS-1810    | 山口洋子                                               | 平尾昌晃                          | 京建輔                  | [ 注 13 ]                  |
| 忘れかけた愛を c/w:駅                                     | 1975.4.25  | SV-1238    | 阿久悠                                                 | 川口真                            | 川口真                  | [ 注 14 ]                  |
| 星の王子さま c/w:幼き友へ                                 | 1975.8.5   | SV-1245    | F.Loewe/ 訳詞:山口洋子 c/w:S.Cahn/ 訳詞:たかたかし     | Alean Jay Lerner c/w:Roy Budd     | 前田憲男 c/w:川口真     | [ 注 15 ] [ 注 16 ]        |
| 哀しみの追跡 c/w:象牙のナイフ                             | 1976.2.25  | SV-1266    | 阿久悠                                                 | 井上忠夫                          | 萩田光雄                |                            |
| 責めないで c/w:長距離急行                                 | 1976.7.25  | SV-1286    | B.R.Dale/H.Freddie/ 訳詞:なかにし礼 c/w:阿久悠         | B.R.Dale/H.Freddie c/w:井上忠夫   | 神保正明 c/w:萩田光雄   | [ 注 17 ]                  |
| マイ・ウェイ c/w:ゴッドファーザー〜愛のテーマ             | 1976.11.5  | FX-2020    | C.Francois/G.Thibaut/P.Anka c/w:L.Kusik/ 訳詞:千家和也 | J.Revaux/C.Francois c/w:Nino Rota | 前田憲男                | [ 注 18 ]                  |
| 雪が降る c/w:ドゥー・ユー・ノウ                           | 1976.11.5  | FX-2021    | S.Adamo/ 訳詞:安井かずみ c/w:湯川れい子                | S.Adamo c/w:小田啓義              | 利根常昭 c/w:川口真     | [ 注 6 ]                   |
| テレーズ夫人 c/w:窓辺                                     | 1977.6.1   | SV-6226    | さいとう大三                                           | 川口真                            | 川口真                  |                            |
| 五月のバラ c/w:メリー・ジェーン                           | 1977.8.25  | FS-2062    | なかにし礼 c/w:日本語詞:つのだ☆ひろ                    | 川口真 c/w:つのだ☆ひろ            | 川口真                  | [ 注 19 ]                  |
| My Better Life c/w:Only Yesterday                         | 1979.10.1  | PK-172     | 山川啓介 c/w:武田全弘                                  | 大野雄二 c/w:木森敏之             | 大野雄二 c/w:木森敏之   | [ 注 20 ]                  |
| 明日への扉 c/w:ブルー・スカイ・イン・マイ・ハート         | 1980.11.1  | AK-737     | B.Morrison/J.Wilson/ 訳詞:山川啓介 c/w:斉藤幸彦        | B.Morrison/J.Wilson c/w:斉藤幸彦  | 信田かずお              | [ 注 21 ] [ 注 22 ]        |
| サングリア－真昼の夢－ c/w:愛の追跡                       | 1982.3.21  | ALR-754    | 松本隆                                                 | 筒美京平                          | 萩田光雄 c/w:川村栄二   | [ 注 23 ] [ 注 24 ] [ 37 ] |
| OPEN YOUR EYES FOR ME c/w:HIM                             | 1982.7.2   | 7DS-0024   | 荒木とよひさ c/w:R.Holmes/ 訳詞:片桐和子               | 大野雄二 c/w:R.Holmes             | 大野雄二 c/w:川口真     | [ 注 25 ]                  |
| 愛だけあれば c/w:星をながめながら                         | 1986.8.25  | D07C-1013  | 高見信吾 c/w:JIM&SHOW                                  | 小田裕一郎 c/w:羽場仁志           | 笹路正徳                | [ 注 28 ]                  |
| サマー・ラブ c/w:愛は奇蹟                                 | 1987.3.21  | 07SH1886   | なかにし礼                                             | 井上大輔                          | 井上大輔 / 前田憲男     | [ 注 29 ] [ 注 30 ]        |
| SWEET DREAM〜くちづけはイヴの香り〜 c/w:CROSS TO YOU      | 1990.9.5   | TODT-2564  | 大津あきら                                             | 鈴木キサブロー                    | 中村暢之                | [ 注 31 ]                  |
| ゴッドファーザー〜愛のテーマ c/w:また逢う日まで           | 1991.3.25  | PHDL-1     | L.Kusik/ 訳詞:千家和也 c/w:阿久悠                      | Nino Rota c/w:筒美京平            | 前田憲男 c/w:筒美京平   |                            |
| 星女よ                                                    | 1992       | PCDSZ-1023 | 大津あきら                                             | 鈴木キサブロー                    | 川村栄二                | [ 注 33 ] [ 注 34 ]        |
| 燃えろ!ガリバーボーイ c/w:鏡の中の勇者                    | 1995.2.25  | PHDL-1026  | 森雪之丞                                               | 山崎利明 c/w:太田美知彦           | 太田美知彦              | [ 注 35 ] [ 注 34 ]        |
| ふるさとの五月 c/w:星女よ                                 | 1995.4.26  | PHDL-1029  | 大津あきら                                             | 鈴木キサブロー                    | 川村栄二                | [ 注 36 ]                  |
| 365回目の恋                                               | 1998.4.22  | TEDN-300   | 森雪之丞                                               | 都志見隆                          | 渡辺茂樹                | [ 注 37 ] [ 注 34 ]        |
| お嬢さんおてやわらかに c/w:OK                             | 2022.6.18  | HMJA-155   | 山川啓介 c/w:武田全弘                                  | 大野雄二 c/w:大森敏之             | 大野雄二 c/w:大森敏之   | [ 注 38 ]                  |

### コンパクト盤
| タイトル                                                                          | 発売日    | 規格品番 |
| --------------------------------------------------------------------------------- | --------- | -------- |
| シバの女王 / 雪が降る / 夜のメロディ                                              | 1973.12.5 | FX-1519  |
| この胸のときめきを / 太陽は燃えている / ラブ・ミー・トゥナイト                    | 1973.12.5 | FX-1520  |
| また逢う日まで / さよならをもう一度 / 愛する人はひとり / こころの炎燃やしただけで | 1975      | FX-3008  |
| ある愛の詩 / ゴッドファーザー・愛のテーマ / 雪が降る / この胸のときめきを         | 1975      | FX-3009  |

### アルバム

#### スタジオ・アルバム
| タイトル                                                                    | 収録曲 | 発売日                          | 規格          | 品番                                             | レーベル/オリコン                          |
| --------------------------------------------------------------------------- | --- | ------------------------------- | ------------- | ------------------------------------------------ | ------------------------------------------ |
| 尾崎紀世彦ファースト・アルバム                                              | 洋楽カヴァー、全14曲（CTは「明日に架ける橋」「ラスト・ワルツ」未収録、全12曲） この胸のときめきを / 男の世界 / スピニング・ホイール / ラブ・ミー・トゥナイト / 思い出のグリーン・グラス / ヴィーナス / 明日に架ける橋 / 太陽は燃えている / レット・イット・ビー / 最後の恋 / 恋はフェニックス / 好きにならずにいられない / アンチェインド・メロディー / ラスト・ワルツ             | 1971.5.25 1994.11.26 2013.12.18 | LP CT CD CD-R | FX-8015 FT-5056 PHCL-8071 MSCL-60289             | 2位 フィリップス マーキュリー              |
| 尾崎紀世彦セカンド・アルバム                                                | オリジナル6+カヴァー6、全12曲 また逢う日まで / 今・今・今 / 夕やけの誓い / 帰郷 / おす犬 / 別れの夜明け / さよならをもう一度 / あなたのすべてを / 愛のフィナーレ / 遠くへ行きたい / 忘れないわ / 雪が降る | 1971.7.25 1994.11.26 2018.9.19  | LP CT CD      | FX-8017 FT-5062 PHCL-8070 UPCY-40019（ハイレゾ） | 2位 フィリップス マーキュリー ユニバーサル |
| 尾崎紀世彦アルバムNo.3〜マイ・フェイバリット・ソングス                      | 洋楽カヴァー、全12曲 シーズ・ア・レディー / 夜のメロディー / 太陽のあたる場所 / 酒とバラの日々 / イエスタデイ / サバの女王 / ある愛の詩 / ジョージア・オン・マイ・マインド / ラバーズ・コンチェルト / ハッシャバイ・マウンテン / 忘れじの感傷 / ジ・エンド | 1971.11.10 2013.12.18           | LP CT CD-R    | FX-8025 FT-5074 MSCL-60291                       | 4位 フィリップス マーキュリー              |
| 尾崎紀世彦アルバムNo.4                                                      | オリジナル3+カヴァー9、全12曲 愛する人はひとり / どうにかなるさ / 青空は知らない / ドゥー・ユー・ノウ / サンゴ礁の娘 / 蒼空 / 忘れていた朝 / 雨のバラード / おまえと夕陽 / めぐり逢い / 自由であれば / こころの炎燃やしただけで | 1971.12.10 1994.5.25 2013.12.18 | LP CT CD CD-R | FX-8027 FT-5075 PHCL-8017 MSCL-60292             | 4位 フィリップス マーキュリー              |
| KIEYO'72/尾崎紀世彦アルバムNo.5                                             | 洋楽カヴァー、全12曲 Speak Softly Love〜 Love Theme From“The Godfather” / Questions_67_and_68 / Till / My Boy / Love Is All / My Way / You've Got A Friend / Superstar / An Old Fashioned Love Song / Love / Smack Water Jack / It's Me That You Need | 1972 2013.12.18                 | LP CT CD-R    | FX-8035 FT-5082 MSCL-60293                       | 15位 フィリップス                          |
| 尾崎紀世彦ゴールデン・アルバム（LP） 尾崎紀世彦ゴールデン・デラックス（CT） | 「あなたに賭ける」「ふたりは若かった」初収録、全12曲 あなたに賭ける / ゴッドファーザー・愛のテーマ / こころの炎燃やしただけで / ふたりは若かった / 愛する人はひとり / さよならをもう一度 / また逢う日まで / ある愛の詩 / この胸のときめきを / 太陽は燃えている / 雪が降る / 別れの夜明け                                                                                           | 1972.10                         | LP CT         | FX-8050 FT-5101                                  | 18位 フィリップス                          |
| しのび逢い                                                                  | オリジナル11+カヴァー1、全12曲 しのび逢い / いとしの蒼いバラ / すぎし日の恋 / 若者のすべて / 二人では死ねない / 愛のみに生きて / あなたに賭ける / 五月のバラ / 恋人よ帰れ / ララバイ / 愛をこめて / 君と生きる | 1973.3.5 1994.5.25 2013.12.18   | LP CT CD CD-R | FX-8055 FT-5105 PHCL-8018 MSCL-60295             | 37位 フィリップス マーキュリー             |
| 尾崎紀世彦/カントリー&ウェスタンを歌う                                      | カントリースタンダード、全12曲 愛さずにはいられない / Half As Much / Any Time / 思い出のグリーン・グラス / Act Naturally / A Fool Such As I / Cotton Fields / Your Cheatin' Heart / 砂に書いたラブ・レター / Release Me / Mansion On The Hill / 知りたくないの | 1973 2013.12.18                 | LP CT CD-R    | FX-8065 FT-5113 MSCL-60297                       | フィリップス                               |
| かがやける愛の日に/尾崎紀世彦 Kieyo Now                                     | 「かがやける愛の日に」初収録、全12曲 かがやける愛の日に / 五月のバラ / 愛をこめて / 二人では死ねない / いとしの蒼いバラ / ララバイ / ゴッドファーザー・愛のテーマ / スーパースター / 愛の誓い / 君の友だち / オールド・ファッションド・ラブソング / マイ・ウェイ | 1973                            | LP            | 4FX-8005                                         | フィリップス                               |
| LET ME TRY AGAIN 許しておくれ /尾崎紀世彦アルバムNo.8                       | オリジナル2+カヴァー10、全12曲 許しておくれ / ジョニィへの伝言 / 愛のワルツ / メリー・ジェーン / ブラザー・サン・シスター・ムーン / この道は遠けれど / 愛をもう一度 / やさしく歌って / アンド・アイ・ラブ・ユー・ソー / 故郷（くに）へ帰ろう / オーブレイ / 帰り来ぬ青春 | 1974.4.1 2013.12.18             | LP CT CD-R    | FX-8080 LCT-12002 MSCL-60298                     | 61位 フィリップス                          |
| 尾崎紀世彦フェイバリット・コレクション 愛こそすべて                         | 「愛こそすべて」初収録、全12曲 愛こそすべて / 許しておくれ / 最後のくちづけ / 五月のバラ / メリー・ジェーン / かがやける愛の日に / 愛をもう一度 / やさしく歌って / 愛の誓い / 帰り来ぬ青春 / アンド・アイ・ラブ・ユー・ソー / マイ・ウェイ | 1974                            | LP            | 4FX-8105                                         | フィリップス                               |
| SCREEN THEME SUPER COLLECTION                                               | 映画音楽、全12曲 星の王子さま / 愛は誰の手に（ゴッドファーザー PART II）/ マイ・スィート・レディー / フォロー・ミー / ロミオとジュリエット / 幼き友へ / タワーリング・インフェルノ（愛のテーマ）/ セルピコ（愛のテーマ）/ 追憶 / おもいでの夏 / 愛の潮風（ダブのテーマ）/ 見果てぬ夢 (ラ・マンチャの男)                                                                            | 1975.9.25 2014.2.5              | LP CD-R       | SJX-10106 MSCL-60339                             | ビクター                                   |
| 尾崎紀世彦ポピュラーアルバム 尾崎紀世彦ポピュラーヒッツ                     | 洋楽スタンダード、全16曲 慕情 / フィーリング / マサチューセッツ / カントリー・ロード / 想い出のサンフランシスコ / アイブ・ゴッタァ・ビー・ミー / セインド・イン・ザ・クラウンズ / ユール・ネバー・ファインド・アナザー・ラブ・ライク・マイン / シング / イフ / ホリディ / ドック・オブ・ザ・ベイ / 見果てぬ夢 / 太陽を背にうけて / 花のサンフランシスコ / アイ・ライト・ザ・ソング | 1979                            | CT            | CR-553 CR-1297                                   | 東京音楽工業                               |
| 風のグラフィティー                                                          | 大野雄二プロデュース、オリジナル全10曲 風のグラフィティー / Lonely Again / お嬢さんお手やわらかに / Only Yeaterday / 子猫と酔いどれ / 季節風 / ニューヨーク・バラード / OK / 遥かなる孤独 / My Better Life | 1980.3.25 2013.5.29             | LP CT CD      | PX-7103 CAY-1167 COCP-37995                      | 日本コロムビア                             |
| Memories of Summer Love                                                     | Jimmie Haskellプロデュース、オリジナル全10曲 Memories of Summer Love (Instrumental) / サンシャイン・ラバー / 別れて愛して / 夜明けの恋人 / マリア / サマー・ラブ / Love Affair / だけど愛は / 愛は奇蹟 / Tonightさよなら | 1987.9.2 2012.10.1              | LP CT CD AAC  | 28AH-2224 28KH-2276 32DH764 音楽配信             | CBS・ソニー                                |

#### ライブ・アルバム
| タイトル                                 | 収録曲 | 発売日               | 規格       | 品番                         | レーベル     |
| ---------------------------------------- | --- | -------------------- | ---------- | ---------------------------- | ------------ |
| KIEYO in PERSON 尾崎紀世彦オン・ステージ | リサイタル メドレー含む、全12曲 黒いジャガーのテーマ / 愛はひとり / 母と子の絆 / Hawaiian Wedding Song / 枯葉 / 雪が降る / Love / Proud Mary / 時には母のない子のように / あなたに賭ける / My Way / 忘れないわ〜さよならをもう一度                                                     | 1972 2014.2.5        | LP CT CD-R | FX-8045 FT-5102 MSCL-60294   | フィリップス |
| in person KIEYO/尾崎紀世彦“ライブ”       | リサイタル メドレー含む、全10曲 黒いジャガーのテーマ / 愛はひとり / 母と子の絆 / 明日に架ける橋 / 枯葉 / 雪が降る / メドレー・別れの夜明け〜愛する人はひとり〜こころの炎燃やしただけで〜また逢う日まで / ゴッドファーザー・愛のテーマ / マイ・ウェイ / 忘れないわ〜 さよならをもう一度 | 1973 1974 2013.12.18 | LP CD-R    | 4FX-8003 4FX-8103 MSCL-60296 | フィリップス |

#### コンピレーション・アルバム
ベスト盤：LP&CT
| タイトル                                                    | 収録曲 | 発売日     | 規格  | 品番               | レーベル          |
| ----------------------------------------------------------- | --- | ---------- | ----- | ------------------ | ----------------- |
| 尾崎紀世彦パネル・デラックス (LP) 尾崎紀世彦デラックス (CT) | 初のベスト2枚組、全24曲 さよならをもう一度 / また逢う日まで / 別れの夜明け / 今・今・今 / 夕やけの誓い / 帰郷 / 雪が降る / 遠くへ行きたい / あなたのすべてを / おす犬 / 忘れないわ / 愛のフィナーレ / 太陽は燃えている / 恋はフェニックス / 思い出のグリーン・グラス / レット・イット・ビー / アンチェインド・メロディー / 明日に架ける橋 / この胸のときめきを / ラブ・ミー・トゥナイト / スピニング・ホイール / ヴィーナス / 好きにならずにいられない / ラスト・ワルツ                                                                          | 1971.12.10 | LP CT | FS-5070/71 FT-8007 | 9位 フィリップス  |
| 尾崎紀世彦カスタム20                                        | 2枚組、全20曲 また逢う日まで / 別れの夜明け / さよならをもう一度 / 愛する人はひとり / ふたりは若かった / ゴッドファーザー・愛のテーマ / こころの炎燃やしただけで / あなたに賭ける / 遠くへ行きたい / 忘れないわ / ラブ・ミー・トゥナイト / ある愛の詩 / 太陽は燃えている / サバの女王 / マイ・ウェイ / この胸のときめきを / 雪が降る / マイ・ボーイ / ラスト・ワルツ / ラバーズ&フールズ | 1973.3     | LP CT | 20X-1 FT-7001      | 55位 フィリップス |
| ふたりは若かった/尾崎紀世彦 BEST APPLAUSE KIYOHIKO OZAKI    | 2枚組、全24曲 ふたりは若かった / 愛する人はひとり / どうにかなるさ / ドゥー・ユー・ノウ / サンゴ礁の娘 / 蒼空 / 忘れていた朝 / 雨のバラード / おまえと夕陽 / めぐり逢い / 自由であれば / 君と生きる / シーズ・ア・レディー / 夜のメロディー / 太陽のあたる場所 / 酒とバラの日々 / イエスタデイ / サバの女王 / ある愛の詩 / ジョージア・オン・マイ・マインド / ラバース・コンチェルト / ハッシャバイ・マウンテン / 忘れじの感傷 / ジ・エンド | 1973       | LP    | FS-5078/79         | フィリップス      |
| 尾崎紀世彦ベスト・アルバム                                  | 2枚組 24+「また逢う日まで」カラオケ、全25曲 <オリジナル・ヒット篇>しのび逢い / あなたに賭ける / こころの炎燃やしただけで / ふたりは若かった / 愛する人はひとり / さよならをもう一度<思い出のうた篇>また逢う日まで / 別れの夜明け / 愛のフィナーレ / 遠くへ行きたい / 忘れないわ / 雪が降る<ポピュラー名曲篇>太陽は燃えている / ラブ・ミー・トゥナイト / この胸のときめきを / ジョージア・オン・マイ・マインド / ある愛の詩 / ゴッドファーザー・愛のテーマ<オン・ステージ篇>明日に架ける橋 / 母と子の絆 / 枯葉 / ラブ / マイ・ウェイ / ジ・エンド | 1973       | LP    | FS-5080/81         | フィリップス      |
| 尾崎紀世彦アプローズ・デラックス・パック                    | 2枚組BOX仕様、全24曲 最後のくちづけ / かがやける愛の日に / しのび逢い / あなたに賭ける / こころの炎燃やしただけで / ゴッドファーサー・愛のテーマ / また逢う日まで / 別れの夜明け / さよならをもう一度 / 愛する人はひとり / ふたりは若かった / 遠くへ行きたい / 太陽は燃えている / この胸のときめきを / ラブ・ミー・トゥナイト / 思い出のグリーン・グラス / 雪が降る / 明日に架ける橋 / ある愛の詩 / ジョージア・オン・マイ・マインド / 愛さずにはいられない / シバの女王 / オールド・ファッションド・ラブ・ソング / マイ・ウェイ                 | 1973       | LP CT | FS-5086/87 FT-8010 | フィリップス      |
| ベスト・リフレクション尾崎紀世彦ベスト                      | 全18曲 また逢う日まで / さよならをもう一度 / 愛する人はひとり / ふたりは若かった / こころの炎燃やしただけで / あなたに賭ける / かがやける愛の日に / 最後のくちづけ / 愛こそすべて / ゴッドファーザー・愛のテーマ / 太陽は燃えている / この胸のときめきを / ラブ・ミー・トゥナイト / 思い出のグリーン・グラス / 雪が降る / ジョージア・オン・マイ・マインド / マイ・ウェイ / 別れの夜明け |            | CT    | LCT-18006          | 日本フォノグラム  |
| 尾崎紀世彦オリジナル・ゴールデン・ヒット                    | 全20曲 また逢う日まで / 別れの夜明け / さよならをもう一度 / 愛する人はひとり / ふたりは若かった / ゴッドファーザー・愛のテーマ / こころの炎燃やしただけで / 愛のみに生きて / あなたに賭ける / 君と生きる / 愛こそすべて / 見知らぬ国へ / 許しておくれ / この道は遠けれど / 最後のくちづけ / 男と女が別れる時 / しのび逢い / いとしの蒼いバラ / 五月のバラ / かがやける愛の日に | 1975       | LP CT | 20Y-5 LCT-20015    | フィリップス      |
| 尾崎紀世彦ポップス・ヒット・コレクション                    | 全20曲 ラブ・ミー・トゥナイト / この胸のときめきを / 太陽は燃えている / 帰り来ぬ青春 / ある愛の詩 / ジョージア・オン・マイ・マインド / 酒とバラの日々 / 思い出のグリーン・グラス / 君の友だち / 明日に架ける橋 / マイ・ウェイ / 愛の誓い / 雪が降る / サバの女王 / 忘れじの感傷 / オールド・ファッションド・ラブ・ソング / 愛さずにはいられない / 知りたくないの / マイ・ボーイ / ジ・エンド |            | LP    | 20Y-17             | フィリップス      |
| 尾崎紀世彦オリジナル・ベストヒット16                        | 全16曲 また逢う日まで / 別れの夜明け / さよならをもう一度 / 愛する人はひとり / ふたりは若かった / こころの炎燃やしただけで / 愛のみに生きて / 君と生きる / あなたに賭ける / 五月のバラ / かがやける愛の日に / いとしの蒼いバラ / しのび逢い / 最後のくちづけ / 許しておくれ / 愛こそすべて | 1978       | LP    | 16Y-11             | フィリップス      |
| 尾崎紀世彦ベスト・ポップス・コレクション                    | 全16曲 ラブ・ミー・トゥナイト / この胸のときめきを / 太陽は燃えている / 帰り来ぬ青春 / ある愛の詩 / 思い出のグリーン・グラス / ジョージア・オン・マイ・マインド / 明日に架ける橋 / ゴッドファーザー・愛のテーマ / 愛の誓い / マイ・ウェイ / 雪が降る / サバの女王 / 酒とバラの日々 / マイ・ボーイ / ジ・エンド | 1978       | LP    | 16Y-12             | フィリップス      |
| 尾崎紀世彦ニュー・ベスト                                    | 全24曲 また逢う日まで / 別れの夜明け / さよならをもう一度 / 愛する人はひとり / ふたりは若かった / こころの炎燃やしただけで / あなたに賭ける / 五月のバラ / かがやける愛の日に / しのび逢い / 最後のくちづけ / 許しておくれ / ラブ・ミー・トゥナイト / この胸のときめきを / 太陽は燃えている / 帰り来ぬ青春 / 思い出のグリーングラス / ジョージア・オン・マイ・マインド / ゴッドファーザー・愛のテーマ / 愛の誓い / マイ・ウェイ / 雪が降る / 酒とバラの日々 / マイ・ボーイ                                                                       | 1978       | CT    | 38LT-12            | 日本フォノグラム  |
| THE BEST 尾崎紀世彦                                         | 全16曲（CTは「五月のバラ」「マイ・ボーイ」も収録、全18曲） また逢う日まで / 別れの夜明け / さよならをもう一度 / 愛する人はひとり / ふたりは若かった / こころの炎燃やしただけで / あなたに賭ける / かがやける愛の日に / ラブ・ミー・トゥナイト / 太陽は燃えている / マイ・ウェイ / ゴッドファーザー・愛のテーマ / 雪が降る / 思い出のグリーン・グラス / この胸のときめきを / サバの女王 | 1980       | LP CT | 16Y-22 30LT-26     | フィリップス      |
| ビッグスターシリーズ 心にのこる愛唱歌尾崎紀世彦 Vol.1       | 12+「さよならをもう一度」「また逢う日まで」カラオケ、全14曲 また逢う日まで / 愛する人はひとり / ふたりは若かった / あなたに賭ける / しのび逢い / かがやける愛の日に / 許しておくれ / 別れの夜明け / 最後のくちづけ / 愛こそすべて / 忘れないわ / さよならをもう一度 | 1998       | CT    | NT-145             | ポリグラム        |
| また逢う日まで 尾崎紀世彦のすべて                           | 全16曲 また逢う日まで / 別れの夜明け / さよならをもう一度 / 愛する人はひとり / ふたりは若かった / こころの炎燃やしただけで / あなたに賭ける / かがやける愛の日に / ラブ・ミー・トゥナイト / 太陽は燃えている / マイ・ウェイ / ゴッドファーザー・愛のテーマ / 雪が降る / 思い出のグリーン・グラス / この胸のときめきを / サバの女王 | 2000.7.25  | CT    | 196T-1002          | フィリップス      |

ベスト盤：CD
| タイトル                                                  | 収録曲 | 発売日                         | 規格品番                             |
| --------------------------------------------------------- | --- | ------------------------------ | ------------------------------------ |
| 尾崎紀世彦/太陽は燃えている〜また逢う日まで 1st&2nd       | 全22曲 この胸のときめきを / 男の世界 / ラブ・ミー・トゥナイト / 思い出のグリーングラス / ヴィーナス / 明日に架ける橋 / 太陽は燃えている / 最後の恋 / 恋はフェニックス / 好きにならずにいられない / アンチェインド・メロディー / ラスト・ワルツ / また逢う日まで / 今・今・今 / 帰郷 / 別れの夜明け / さよならをもう一度 / あなたのすべてを / 愛のフィナーレ / 遠くへ行きたい / 忘れないわ / 雪が降る                                                                                           | 1987.9.30 2000.9.30            | 35LD-503                             |
| THE BEST 尾崎紀世彦                                       | 一部別テイク、全18曲 また逢う日まで / 別れの夜明け / さよならをもう一度 / 愛する人はひとり / ふたりは若かった / 五月のバラ / かがやける愛の日に / しのび逢い / こころの炎燃やしただけで / あなたに賭ける / 最後のくちづけ / この胸のときめきを / 太陽は燃えている / ゴッドファーザー〜愛のテーマ / 思い出のグリーン・グラス / 雪が降る / 明日に架ける橋 / LOVERS&FOOLS | 1991.3.5                       | PLD-8026                             |
| 尾崎紀世彦 NEW BEST (ポップス・バラード編)                | 全16曲 ゴッドファーザー・愛のテーマ / 太陽は燃えている / ラブ / この胸のときめきを / イエスタデイ / アンチェインド・メロディ / 愛の誓い / マイ・ボーイ / ある愛の詩 / 酒とバラの日 / シバの女王 / ラスト・ワルツ / 雪が降る / ジョージア・オン・マイ・マインド / 恋はフェニックス / マイ・ウェイ | 1993.4.25                      | PHCL-2013                            |
| 尾崎紀世彦 NEW BEST                                       | 全14曲 別れの夜明け / また逢う日まで / さよならをもう一度 / 愛する人はひとり / ふたりは若かった / こころの炎燃やしただけで / あなたに賭ける / しのび逢い / かがやける愛の日に / 最後のくちづけ / 許しておくれ / 愛こそすべて / 五月のバラ / 忘れないわ / ドゥー・ユー・ノウ / LOVERS&FOOLS | 1993.5.26                      | PHCL-2022                            |
| スーパー・バリュー〜ポップス・ベスト・ヒッツ/尾崎紀世彦   | 全10曲 ゴッドファーザー・愛のテーマ / ラブ・ミー・トゥナイト / この胸のときめきを / 太陽は燃えている / 雪が降る / 我が心のジョージア / 酒とバラの日々 / 愛の誓い / ある愛の詩 / マイ・ウェイ | 2001.12.19                     | UMCK-8503                            |
| スーパー・バリュー〜オリジナル・ベスト・ヒッツ/尾崎紀世彦 | 全10曲 また逢う日まで / さよならをもう一度 / 愛する人はひとり / ふたりは若かった / こころの炎燃やしただけで / あなたに賭ける / しのび逢い / かがやける愛の日に / 最後のくちづけ / 別れの夜明け | 2001.12.19                     | UMCK-8504                            |
| 尾崎紀世彦ベスト・アルバム                                | 全7曲 また逢う日まで / さよならをもう一度 / 愛する人はひとり / あなたに賭ける / 五月のバラ / ふたりは若かった / ゴッドファーザー〜愛のテーマ | 2002                           | EJS-6094                             |
| GOLDEN☆BEST 尾崎紀世彦                                    | 22+「また逢う日まで」のカラオケ、全23曲 | 2003.11.26 2010.9.15 2012.12.5 | UICZ-6043 MP3/AAC:音楽配信 UPCY-9256 |
| 尾崎紀世彦ベスト10                                        | 全10曲 また逢う日まで / さよならをもう一度 / 雪が降る / ゴッドファーザー・愛のテーマ / 五月のバラ / あなたに賭ける / 別れの夜明け / 愛する人はひとり / しのび逢い / かがやける愛の日に | 2005.11.9                      | UPCY-9017                            |
| りばいばる歌謡曲編尾崎紀世彦                              | 全9曲 また逢う日まで / さよならをもう一度 / 雪が降る / 愛する人はひとり / ふたりは若かった / こころの炎燃やしただけで / ゴッドファーザー〜愛のテーマ / あなたに賭ける / しのび逢い | 2006.11.15                     | UPCY-9062                            |
| -SPECIAL BOX- 尾崎紀世彦の世界                            | 4枚組CD-BOX（初CD化50曲）メドレー含む、全96曲 | 2007.4.25 2013.5.29            | UPCY-9101 UPCY-6694                  |
| 尾崎紀世彦エッセンシャル・ベスト                          | 全15曲 また逢う日まで / この胸のときめきを / 愛さずにはいられない / マイ・ウェイ（ライブ）/ サバの女王 / ゴッドファーザー・愛のテーマ / 五月のバラ / さよならをもう一度 / 雪が降る / 愛する人はひとり / ふたりは若かった / こころの炎燃やしただけで / あなたに賭ける / しのび逢い / かがやける愛の日に | 2007.12.19 2018.3.21           | UPCY-9139 UPCY-7482                  |
| 尾崎紀世彦ベスト&ベスト                                   | 全12曲 また逢う日まで / 五月のバラ / 愛する人はひとり / 許しておくれ / 別れの夜明け / さよならをもう一度 / こころの炎燃やしただけで / ゴッドファーザー〜愛のテーマ / この胸のときめきを / ラブ・ミー・トゥナイト / 太陽は燃えている / マイ・ウェイ | 2008.9.26                      | KB-53                                |
| 尾崎紀世彦ゴールデン・ベスト・ソングス                    | 全20曲 また逢う日まで / さよならをもう一度 / 愛する人はひとり / ふたりは若かった / こころの炎燃やしただけで / ゴッド・ファーザー〜愛のテーマ / あなたに賭ける / しのび逢い / かがやける愛の日に / スーパースター / ある愛の詩 / サバの女王 / 追憶 / イエスタデイ / この胸のときめきを / ラブ・ミー・トゥナイト / 我が心のジョージア / 砂に書いたラブ・レター / 酒とバラの日々 / マイ・ウェイ                                                                                                   | 2008                           | FPCL-42340                           |
| 尾崎紀世彦スーパー・ベスト                                | 全16曲 また逢う日まで / ゴッドファーザー〜愛のテーマ / 五月のバラ / 愛する人はひとり / 許しておくれ / 別れの夜明け / さよならをもう一度 / こころの炎燃やしただけで / あなたに賭ける / 砂に書いたラブ・レター / マイ・ウェイ / ラブ・ミー・トゥナイト / 酒とバラの日々 / 太陽は燃えている / この胸のときめきを / 我が心のジョージア | 2008                           | CDU-124                              |
| ザ・プレミアム・ベスト尾崎紀世彦                          | SHM-CD仕様、全23曲 また逢う日まで / さよならをもう一度 / 雪が降る / 愛する人はひとり / ふたりは若かった / こころの炎燃やしただけで / ゴッドファーザー〜愛のテーマ / あなたに賭ける / しのび逢い / かがやける愛の日に / 最後のくちづけ / 許しておくれ / この胸のときめきを / 男の世界 / スピニング・ホイール / ラブ・ミー・トゥナイト / 最後の恋 / 好きにならずにいられない / 太陽は燃えている / ジョージア・オン・マイ・マインド / マイ・ウェイ（ライブ）/ マイ・ベター・ライフ / サマー・ラブ | 2009.3.18                      | UPCY-6515                            |
| 尾崎紀世彦ザ・ベスト                                      | 全9曲 また逢う日まで / さよならをもう一度 / 愛する人はひとり / あなたに賭ける / 五月のバラ / ふたりは若かった / ゴッドファーザー〜愛のテーマ / この胸のときめきを / マイ・ウェイ | 2012.1.26                      | EJS-6177                             |
| GOLDEN☆BEST 尾崎紀世彦 サマー・ラブ                       | 『Memories of Summer Love』（Instrumental除く）9+1975年〜11、全20曲 | 2012.8.22                      | MHCL2115                             |
| 風のグラフィティー +6                                     | 日本コロムビア・コンプリート盤 オリジナル・アルバム10+ボーナス・トラック6、全16曲 風のグラフィティー / Lonely Again / お嬢さんお手やわらかに / Only Yesterday / 子猫と酔いどれ / 季節風 / ニューヨーク・バラード / OK / 遥かなる孤独 / My Better Life<ボーナス・トラック>明日への扉 / ブルー・スカイ・イン・マイ・ハート / シャリバンVマーチ / 星空の街を歩こう / クリスマス・エトランゼ / 喝采                                                                                                | 2013.5.29                      | COCP-37995                           |
| 尾崎紀世彦The Best                                        | 全15曲 また逢う日まで / さよならをもう一度 / 愛する人はひとり / ふたりは若かった / こころの炎燃やしただけで / あなたに賭ける / しのび逢い / かがやける愛の日に / ゴッドファーザー〜愛のテーマ / ラブ・ミー・トゥナイト / この胸のときめきを / 太陽は燃えている / 我が心のジョージア / 酒とバラの日々 / マイ・ウェイ (英語詞) | 2014                           | TBCL-1013                            |
| 尾崎紀世彦スーパー・ベスト                                | 全21曲 また逢う日まで / さよならをもう一度 / ふたりは若かった / 愛する人はひとり / 忘れないわ / 雪が降る / 帰り来ぬ青春 / ゴッドファーザー・愛のテーマ / 男と女が別れる時 / かがやける愛の日に / 許しておくれ / My Better Life / 最後のくちづけ / 別れの夜明け / 太陽は燃えている / 男の世界 / この胸のときめきを / 好きにならずにいられない / ラブ・ミー・トゥナイト / マイ・ウェイ / サマー・ラブ                                                                                            | 2023.11.22                     | ムジカインドウ                       |

#### 参加作品
| タイトル                                                                                        | 収録曲 | 発売日              | 規格                         | 品番                 | 収録アルバム/備考                                                                                |
| ----------------------------------------------------------------------------------------------- | --- | ------------------- | ---------------------------- | -------------------- | ------------------------------------------------------------------------------------------------ |
| CMソング・ベスト・ヒットVol.2                                                                   | どこから来たのかおまえと俺 / いまここに                                                                                                | 1973                | LP                           | FX-8060              | 作詞：伊藤アキラ / 作曲・編曲：荒川康男 作詞：本庄一郎 / 作曲：荒川康男                          |
| CMソング・ベスト・ヒットVol.3                                                                   | 明星カップリーナの唄 | 1974                | LP                           | FX-8096              | 作詞：青木宗紀 作曲・編曲：前田憲男                                                              |
| 懐かしのフォーク・ポップス大全集７ また逢う日まで                                               | また逢う日まで/ さよならをもう一度/ 愛する人はひとり/ ゴッドファーザー・愛のテーマ/ ふたりは若かった/ しのび逢い/ 雪が降る/ ある愛の詩 | 1979                | LP                           | VFC‐3807             |                                                                                                  |
| 宇宙刑事シャリバン                                                                              | シャリバンVマーチ with ジャパン・エコーシンガーズ / 星空の街を歩こう                                                                   | 1983.8.21           | EP                           | CE-3064              | 『風のグラフィティー +6』                                                                        |
| 「星くず兄弟の伝説」オリジナル・サウンド・トラック                                              | 若者達の心にしみる歌の数々 / 本物のスター                                                                                              | 1985.6.5            | LP                           | SM28-5417            | 近田春夫プロデュース 『星くず兄弟の伝説』/『星くず兄弟の新たな伝説』オリジナル・サウンドトラック |
| RUN TOWARDS THE SOUTH ON THE ROAD OF THE SEA（南へ走れ、海の道を!オリジナル・サウンドトラック） | 愛だけあれば / 星をながめながら / END TITLE（愛だけあれば）with 三浦秀美                                                               | 1986.8.25           | LP CT                        | R28C 1020 FX28C 1020 | 『GOLDEN☆BEST 尾崎紀世彦 サマー・ラブ』 「星をながめながら」は未CD化                             |
| 佐々木勉メモリアル〜いつまでもいつまでも〜                                                      | あなたのすべてを（別バージョン）/ まわり道－めぐり愛－ / ふるさと忘れな草                                                              | 1992.3.25 2012.10.1 | CD AAC                       | SRCL-2322 音楽配信   | 『GOLDEN☆BEST 尾崎紀世彦 サマー・ラブ』 「ふるさと忘れな草」は未収録                             |
| 復活！栄光の東映ヒーロー                                                                        | シャリバンVマーチ with ジャパン・エコーシンガーズ / 星空の街を歩こう                                                                   | 1992.10.1           | CD                           | COCC-10255           |                                                                                                  |
| ルパン三世〜聖夜泥棒                                                                            | クリスマス・エトランゼ | 1992.11.10          | CD                           | COCA-10291           | 『風のグラフィティー +6』                                                                        |
| 奥山和由プロデュース作品サウンドトラックコレクション                                            | 愛だけあれば | 1995.6.1            | CD                           | VPCD-81094           |                                                                                                  |
| 東宝映画サントラコレクション リミテッド・エディション「東宝特撮チャンピオンまつり」             | 愛こそすべて（EP：A面）/ 見知らぬ国へ（EP：B面）/ 愛こそすべて（映画用バージョン）                                                     | 2001.9.15           | 10枚組CD                     | VPCD-81382           | 映画『エスパイ』サントラ 40トラック収録                                                          |
| 「人生満喫」中村泰士                                                                            | 喝采 | 2003.8.28           | 2枚組CD                      | COCP-32163           | 『風のグラフィティー +6』                                                                        |
| メタルヒーロー主題歌・挿入歌大全集I                                                             | シャリバンVマーチ with ジャパン・エコーシンガーズ / 星空の街を歩こう                                                                   | 2003.12.17          | CD                           | COCX-32504           |                                                                                                  |
| コカ・コーラCMソング集 1962-89                                                                  | The Real Life | 2005.3.24           | 2枚組CD                      | COCA-10291           | 1971年ラジオCM                                                                                   |
| The Original Soundtrack of "La Maison de Himiko"                                                | Remix また逢う日まで（ディスコ・バージョン）                                                                                           | 2005.8.24           | CD                           | WPCY-10207           | サワサキヨシヒロによるリミックス                                                                 |
| トクバラ-男泣き!〜特撮ヒーローバラッズ〜                                                        | 星空の街を歩こう | 2006.5.24           | CD                           | COCX33661            |                                                                                                  |
| 大野雄二ベスト                                                                                  | My Better Life | 2007.6.20           | CD                           | COCP34350            |                                                                                                  |
| 釣りバカ日誌 20TH ANNIVERSARY                                                                   | MY LOVELY TOWN with 西田敏行 | 2007.8.22           | 2枚組CD                      | UPCY-6420            | 作詞：朝原雄三 作曲：信田かずお                                                                  |
| 懐かしのせんだい・みやぎ映像集 続 昭和の情景                                                    | ぐいぐい走れ仙石線 / ウルトラセブンの歌                                                                                                | 2010.9.18           | DVD&ブックレット、CD付       | OXOA-00014           | 歌唱のみ、ザ・ワンダース名義 最後のレコーディング                                                |
| 『星くず兄弟の伝説』/『星くず兄弟の新たな伝説』オリジナル・サウンドトラック                     | 若者達の心にしみる歌の数々 / 本物のスター                                                                                              | 2018.1.10           | CD                           | DDCZ-2186            |                                                                                                  |
| 五木寛之作詞作品集 歌いながら歩いてきた 歌謡曲から童謡、CMソング、合唱曲まで                    | 内灘愁歌 | 2019.3.6            | CD4枚+DVD1枚+ブックレット2冊 | COZP-1501-5          | 石川県河北郡内灘町 イメージソング 作詞：五木寛之 作曲：佐原一哉 編曲：栗田信生                   |
| みんなのうた60 アニバーサリー・ベスト〜アイスクリームの歌〜                                     | 秋物語 | 2021.5.19           | CD                           | COCX-41458           | 作詞：Pierre Delanoe 日本語詞：山元清多 作曲：Gerard Lenorman 編曲：篁ゆき                       |

オムニバス盤
- テーマ・ジャンル・年代・作家別、収録多数

### 未収録曲
- シングル、オリジナル・アルバム、コンピレーション・アルバム何れにも未収録

非売品
| タイトル                                     | 収録曲                                    | 配付日 | 規格       | 作詞                                 | 作曲                                        | 編曲       | 備考                              |
| -------------------------------------------- | ----------------------------------------- | ------ | ---------- | ------------------------------------ | ------------------------------------------- | ---------- | --------------------------------- |
| ハチハニーワイン（ハチマキシム）CMソング     | 心の炎を燃やしただけで                    | 1971   | ソノシート | なぎはるお                           | 筒美京平                                    | 筒美京平   | 朝日ソノラマモノラル録音          |
| 茨城県多賀郡十王町（現：日立市）町民の歌     | 十王町民の歌 十王音頭                     |        | EP         | 岩波秀俊作詞 / 山川啓介補作 小薗健次 | 前田憲男 前田憲男 / 猪俣猛                  | 前田憲男   |                                   |
| UCC上島珈琲 社歌                             | いざたたかわん                            | 1983   | EP         | 山本俊二 / 伊藤アキラ                | 山本直純                                    |            |                                   |
| 第1回古関裕而記念音楽祭 －輝け緑の星・地球－ | 地球に抱かれて                            | 1992   | CD         | 湯川れい子                           | 小田裕一郎                                  | 小田裕一郎 | 1991年11月3日 福島市公会堂        |
| 丸美屋「料亭のお茶漬け」CMソング             | いつもの帰り道                            | 1996   | CD         | 鈴木富士夫                           | 井上大輔                                    | 市川秀男   | ポリグラム（DSI-16814）。懸賞賞品 |
| 石川県河北郡内灘町 イメージソング            | 内灘愁歌                                  | 2001   | CD         | 五木寛之                             | 佐原一哉                                    | 栗田信生   |                                   |
| しのぶ会〜Thank You for the Memories〜       | DREAM MY BOY（ライブ版） ピープルのテーマ | 2012   | CD         | Johnny Mercer Y.Dessca 山川啓介      | Johnny Mercer C.Fracois / J.Pierre 前田憲男 | 前田憲男   | ホテルオークラ東京                |

未発売 - テレビ番組・CM用にレコーディング
| タイトル                                                            | 楽曲                                              | 放送日 | 作詞          | 作曲          | 編曲                | 備考                                                                          |
| ------------------------------------------------------------------- | ------------------------------------------------- | ------ | ------------- | ------------- | ------------------- | ----------------------------------------------------------------------------- |
| 小川宏ショー 今月の歌                                               | 朝よ静かに                                        | 1974   | なかにし礼    | 古賀政男      |                     | 1974年4月                                                                     |
| CM グリコ牛乳                                                       | グリコ牛乳の歌                                    |        | 本庄一郎      | 川口真        |                     |                                                                               |
| 第3回広島平和音楽祭                                                 | 一緒に暮らそう                                    | 1976   |               |               |                     |                                                                               |
| 溝口泰男モーニングショー 今週の歌                                   | わが友シェーン                                    | 1980   | 山川啓介      | 鈴木邦彦      |                     | 1980年10月第1週                                                               |
| 溝口泰男モーニングショー 今週の歌                                   | 一本の薔薇                                        | 1982   | 山上路夫      | 大野雄二      | 前田憲男            | 1982年9月第2週                                                                |
| CM 青雲                                                             | 青雲のうた                                        | 1990   | 伊藤アキラ    | 森田公一      |                     |                                                                               |
| CM 吉乃川                                                           | 羅針盤                                            | 1998   | 為末照正      | 為末照正      |                     | ライブ・コンサート曲                                                          |
| 妻の卒業式 主題歌                                                   | また逢う日まで：ボサノバ・バージョン              | 2004   | 阿久悠        | 筒美京平      | 上柴はじめ          |                                                                               |
| タンゴモデルナvol.IV〜TRAICION（背信）〜                            | また逢う日まで:タンゴ・バージョン 背信 / 別れの朝 | 2004   | 阿久悠        | 筒美京平      | 門奈紀生 / 麻場利華 | ASTRORICO東京公演 （3月5日「筑紫哲也 NEWS23」歌唱出演）                       |
| 科学忍者隊ガッチャピン 主題歌                                       | Go!Go!ガッチャピン                                | 2007   | 立川俊之      | 立川俊之      | 立川俊之            |                                                                               |
| SONG TO SOUL〜永遠の一曲 「ホワイト・クリスマス」ビング・クロスビー | ホワイト・クリスマス                              | 2008   | Irving Berlin | Irving Berlin |                     | 12月25日初回放送、以降毎年12月再放送 インタビューと歌唱、ライブ・コンサート曲 |

## 過去の出演

### テレビ
音楽番組
- ミュージックフェア（フジテレビ、1970年 - 1987年）
- 夜のヒットスタジオ（フジテレビ、1971年 - 1987年）
- みんなで歌おう'71〜'75（TBS、1971年 - 1972年）- 初代司会、歌
- 尾崎紀世彦ショー ナウ・ナウ（NET系列、1971年 - 1972年）- 冠番組司会、歌
- 紅白歌合戦（NHK総合・ラジオ第1、1971年・1972年・1990年）
  - 「また逢う日まで」「ゴッドファーザー〜愛のテーマ」
- ワンマンショー「尾崎紀世彦ベスト・アルバム」（NHK総合、1973年7月14日）[40]
- みんなのうた（NHK、1977年・1984年・1995年）
  - 「秋物語」「ふるさとの五月」
- 乾杯!トークそんぐ（毎日放送、1991年 - 2000年）
- NHK歌謡コンサート（NHK総合、1993年 - 2005年）
- THE夜もヒッパレ（日本テレビ、1994年 - 2002年）- 月1ゲスト出演、100曲近くカヴァー[27][41]
- BS日本のうた（NHK BS2、1998年 - 2008年）

他多数
ドラマ・アニメ特撮番組
- 悪魔のようなあいつ（TBS、1975年）- 矢頭たけし役
- 華麗なる大泥棒!四丁目の刑事の家の間借人（日本テレビ、1977年）- 五郎役
- いい旅チャレンジ20,000km（監督：大林宣彦 フジテレビ、1980年4月19日）- 第3話「御殿場線・アメリカンパイ」
  - 「アメリカンパイ」
- 宇宙刑事シャリバン（テレビ朝日、1983年9月9日）- 第27話 イガ星人マリオ役
  - 「シャリバンVマーチ」「星空の街を歩こう」 ※挿入歌を歌うことになった経緯は「小笠原猛」を参照
- 空想科学世界ガリバーボーイ（フジテレビ、1995年）
  - 「燃えろ!ガリバーボーイ」「鏡の中の勇者」
- 妻の卒業式（NHK総合、2004年）-「また逢う日まで（ボサノバ・バージョン）」[42]
- 科学忍者隊ガッチャピン（BSフジ、2007年）
  - 「Go!Go!ガッチャピン」[43]

### 映画
- ハイ・ティーン（監督：井上和男、1959年）- エキストラとして 高校生役[44]
- エスパイ（監督：福田純、1974年）
  - 「愛こそすべて」「見知らぬ国へ」
- ハウス（監督：大林宣彦、1977年）- 東郷圭介先生役
- 星くず兄弟の伝説（監督：手塚真、1985年）- アトミック南役（ミュージカルであり、画面で歌った初の映画となる）
  - 「若者達の心にしみる歌の数々」「本物のスター」
- 南へ走れ、海の道を!（監督：和泉聖治、1986年）
  - 「愛だけあれば」「星をながめながら」
- 彼のオートバイ、彼女の島（監督：大林宣彦、1986年）- カメオ出演セリフ無し 村田役
- メゾン・ド・ヒミコ（監督：犬童一心、2005年）
  - 「また逢う日まで（ディスコ・バージョン）」
- 釣りバカ日誌16 浜崎は今日もダメだった♪♪（監督：朝原雄三、2005年）- テリー河口（河口輝男）役[45]
  - 「Making Plans」テリー河口の娘役：伊東美咲とデュエット
  - 「My Lovely Town」（この映画のために作られた曲）浜崎伝助役：西田敏行とデュエット
  - 「Hawaiian Wedding Song（ソロ・バージョン）」

吹き替え
- きかんしゃトーマス 魔法の線路 劇場版（監督：Britt Allcroft、2000年）- ビリー（ラッセル・ミーンズ）役
  - 「Shining Time」

### CM
- スバル・レオーネ（富士重工業（現：SUBARU）、1971年）- イメージキャラクター、「どこから来たのかおまえと俺」「いまここに」
- コカ・コーラ（日本コカ・コーラ、1971年）-「The Real Life」
- ブラウン シクスタント型シェーバー（BRAUN、1971年）-「午後5時のカゲを消せ!」イメージキャラクター[注 40]
- ハチハニーワイン「ハチマキシム」（合同酒精、1971年）- 販促品：尾崎紀世彦トランプ、「心の炎を燃やしただけで」
- カップリーナ（明星食品、1974年）- 本人および似顔絵キャラクター出演、「明星カップリーナの唄」（2種類）
- テレビキドカラー技（日立 王貞治出演）- 日立キドカラー〜♪
- グリコ牛乳（グリコ乳業（現：江崎グリコ））-「グリコ牛乳の歌[注 41]」
- ジャルパック・メキシコ - 君はメキシコ〜[注 41]♪
- ビーバーエアコン（三菱重工業、1979年）-「My Better Life」
- アイリス目薬（大正製薬、1982年）-「OPEN YOUR EYES FOR ME」
- NCAAスポーツドリンク（サントリー オリンピック協賛CM、1984年）
- アサヒ生ビール（アサヒビール 青木功・尾崎将司出演、1987年）-「サマー・ラブ」
- トヨタ・チェイサー（トヨタ自動車、1987年）-「太陽は燃えている」
- ルック（日本交通公社、1988年）-「オー・ソレ・ミオ[注 41]」
- 丸善建設（丸善建設、1990年）-「SWEET DREAM〜くちづけはイヴの香り〜」
- 青雲（日本香堂、1990年）-「青雲のうた[注 41]」
- サンダイヤ灯油タンク（サンダイヤ 北東北限定CM、1991年）- リヤカーを引きながら本人出演、1台だけでもサンダイヤ〜♪
- 料亭のお茶漬け（丸美屋、1996年）-「いつもの帰り道」
- FUJIYA クリスマスケーキ（不二家、1996年）-「諸人こぞりて[注 41]」
- 日本酒 吉乃川（吉乃川 新潟限定CM、1998年）- 本人出演、「羅針盤[注 41]」
- キリンビール（キリンビール、1999年）-「LOVE」
- キリンTWO DOGS（ツードッグス）カクテル（キリンビール、2003年）-「A MAN WITHOUT LOVE[注 41]」[46]

他多数

## 公演

### ライブ・コンサート
- 尾崎紀世彦コンサート/ショー（大阪厚生年金会館他 4公演、1971年）
- 尾崎紀世彦リサイタル（日生劇場、1972年10月24日 - 10月28日）- ライブ・アルバムに一部収録
- 尾崎紀世彦ショー（日本劇場、1973年9月29日 - 10月4日）
- 尾崎紀世彦リサイタル（大阪厚生年金会館他、1976年）
- ピープル'82（3都市 4公演、1982年）
- ハニーサウンドオン・ライブ - 尾崎紀世彦（TBSホール、1989年）- 放送：TBSラジオ、ハワイアン・ソング他
- 尾崎紀世彦クルージング・ライブ（にっぽん丸 香港-東京、1990年）- 放送：NHK-BS
- 尾崎紀世彦（25周年）コンサート（渋谷公会堂、1995年6月17日）[16]
- 尾崎紀世彦コンサート（1996年）
- 尾崎紀世彦リサイタル/コンサート'97（府中の森芸術劇場他 10公演、1997年）
- 尾崎紀世彦コンサート'98〜昨日たちの旋律〜（1998年）
- 尾崎紀世彦VS前田憲男 Swing in the Night「THE MEN」（オーチャードホール他、1999年 - 2003年）- CDに一部収録[38]
- 尾崎紀世彦&猪俣猛ジャズテッド（名古屋ブルーノート他、2006年 - 2008年）[47]
- 尾崎紀世彦プレミアムコンサート（九州中心に19公演、2010年2月10日 - 3月18日）[22]

他多数

### イベント
- 箱根アフロディーテ（箱根芦ノ湖畔 メインステージ、1971年8月7日）- 洋楽カヴァーソング
- アキタ・ジャズフェスティバル'95（1995年）-「思い出のグリーングラス」「酒とバラの日々」
- 尾崎紀世彦ばんえい応援ライブ（帯広競馬場、2007年5月25日）- カントリー・ソング[48]
- '08旭ジャズまつり（2008年7月27日）尾崎紀世彦&猪俣猛ジャズテッド

他多数
国歌独唱
- キリンカップサッカー2005ペルー戦 君が代独唱（新潟スタジアム、2005年5月22日）
- 大相撲の夏巡業初日 南魚沼巡業[49]（新潟県南魚沼市ディスポート南魚沼、2010年8月6日）

### 客演
- タンゴモデルナVol.IV「TRAICION〜背信〜」（サントリーホール、2004年3月18日 - 19日）[注 42]
- ハワイアンのすべて 大橋節夫ファイナルコンサート（2005年）[50]

他多数
ミュージカル
- 劇団スーパー・エキセントリック・シアター第36回公演 『昨日たちの旋律〜イエスタデイズ・メロディ〜』（3都市、1998年4月9日 - 5月13日）

-「365回目の恋」

## 受賞歴
- 1971年 - ゴールデン・ミューズ賞（日本フォノグラム 現：ユニバーサルミュージック主催）音楽賞「また逢う日まで」
- 1971年 - 第9回ゴールデン・アロー賞 音楽賞「また逢う日まで」
- 1971年 - 第13回日本レコード大賞 大賞/歌唱賞「また逢う日まで」
- 1971年 - 第2回日本歌謡大賞 大賞/放送音楽賞「また逢う日まで」
- 1972年 - 第1回東京音楽祭世界大会 第3位入賞「ふたりは若かった」
- 1973年 - 第2回東京音楽祭国内大会 ゴールデンカナリー賞/歌唱賞「かがやける愛の日に」
- 1973年 - 第2回東京音楽祭世界大会 銀賞「かがやける愛の日に」
- 1973年 - 第2回ベストドレッサー賞 スポーツ・芸能部門（日本メンズファッション協会）
- 1980年 - NHK総合あなたのメロディー 年間最優秀作品賞「ブルー・スカイ・イン・マイ・ハート」
- 1991年 - 第1回古関裕而記念音楽祭 銅賞「地球に抱かれて」
- 2012年 - 第54回日本レコード大賞 特別功労賞
- 2013年 - 平成25年大衆音楽の殿堂 顕彰者 古賀政男音楽博物館

## 著書・関連著書
- 写真集&楽譜『尾崎紀世彦のすべて』 撮影 / 立木義浩（1972年、日音）
- 『ベーコン野外術』 尾崎紀世彦著（2000年、マガジンハウス）p.165 ISBN 978-4-8387-1153-6